# Gaspare Tagliacozzi

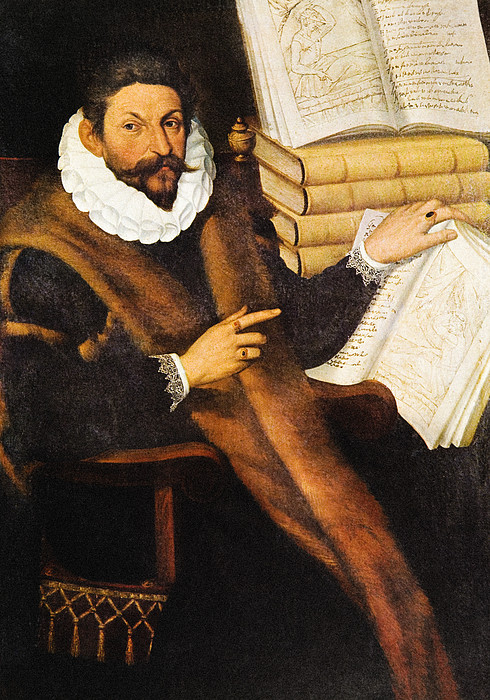
Gaspare Tagliacozzi

Gaspare Tagliacozzi, född i mars 1545 i Bologna, död där 7 november 1599, var en italiensk kirurg.
Tagliacozzi är berömd genom sin bok De curtorum chirurgia libri duo (1597; flera gånger omtryckt, sist 1831), där han behandlar den redan halvtannat århundrade före honom i Italien använda metoden att genom transplantation av hud från armen ersätta defekter i näsa, öron och läppar samt lämnar en noggrann redogörelse för operationens teknik och för de fysiologiska processerna i de transplanterade hudstyckena.

Kirurgiska instrument beskrivet av Tagliacozzi, 1598 - Skoklosters slott